# Barcita laonome
Barcita laonome är en fjärilsart som beskrevs av Druce 1890. Barcita laonome ingår i släktet Barcita och familjen nattflyn. Inga underarter finns listade i Catalogue of Life.